# Magnitude (astronomia)
Na astronomia, a magnitude é uma medida sem unidade do brilho de um objeto em uma banda passante definida, geralmente no espectro visível ou infravermelho, mas às vezes em todos os comprimentos de onda. Uma determinação imprecisa, mas sistemática, da magnitude dos objetos foi introduzida nos tempos antigos por Hiparco.
A escala é logarítmica e definida de tal forma que uma estrela de magnitude 1 é exatamente 100 vezes mais brilhante que uma estrela de magnitude 6. Assim, cada passo de magnitude é {\displaystyle {\sqrt[{5}]{100}}\approx 2,512} vezes mais brilhante do que o passo imediatamente superior. Quanto mais brilhante um objeto aparece, menor o valor de sua magnitude, com os objetos mais brilhantes atingindo valores negativos.
Os astrônomos usam duas definições diferentes de magnitude: magnitude aparente e magnitude absoluta. A magnitude aparente (m) é o brilho de um objeto conforme ele aparece no céu noturno da Terra. A magnitude aparente depende da luminosidade intrínseca de um objeto, sua distância e a extinção que reduz seu brilho. A magnitude absoluta (M) descreve a luminosidade intrínseca emitida por um objeto e é definida como sendo igual à magnitude aparente que o objeto teria se fosse colocado a uma certa distância da Terra, 10 parsecs para estrelas. Uma definição mais complexa de magnitude absoluta é usada para planetas e corpos menores do Sistema Solar, com base em seu brilho em uma unidade astronômica do observador e do Sol.
O Sol tem uma magnitude aparente de -27 e Sirius, a estrela visível mais brilhante no céu noturno, -1.46. Vênus em seu ponto mais brilhante é -5. A Estação Espacial Internacional (ISS) às vezes atinge uma magnitude de -6.

## História
O astrônomo grego Hiparco produziu um catálogo que registrava o brilho aparente das estrelas no segundo século a.C. No segundo século d.C., o astrônomo alexandrino Ptolomeu classificou as estrelas em uma escala de seis pontos e originou o termo magnitude. A olho nu, uma estrela mais proeminente como Sirius ou Arcturus parece maior do que uma estrela menos proeminente como Mizar, que por sua vez parece maior do que uma estrela verdadeiramente fraca como Alcor. Em 1736, o matemático John Keill descreveu o antigo sistema de magnitude a olho nu desta maneira:

As estrelas fixas parecem ter Grandezas diferentes, não porque realmente o sejam, mas porque não estão todas igualmente distantes de nós. Aqueles que estão mais próximos se destacarão em Brilho e Grandeza; as Estrelas mais remotas darão uma Luz mais fraca e parecerão menores aos Olhos. Daí surge a Distribuição de Estrelas, de acordo com sua Ordem e Dignidade, em Classes; a primeira classe contendo aquelas que estão mais próximas de nós, são chamadas de Estrelas de primeira Magnitude; aqueles que estão próximos a eles, são Estrelas de segunda Magnitude ... e assim por diante, até chegarmos às Estrelas de sexta Magnitude, que compreendem as menores Estrelas que podem ser discernidas a Olho nu. Pois todas as outras Estrelas, que são vistas apenas com a Ajuda de um Telescópio, e que são chamadas de Telescópicas, não são contadas entre essas seis Ordens. Embora a distinção das Estrelas em seis Graus de Magnitude seja comumente recebida pelos Astrônomos; no entanto, não devemos julgar que cada Estrela em particular deve ser exatamente classificada de acordo com uma certa Grandeza, que é uma das Seis; mas, na realidade, há quase tantas Ordens de Estrelas quanto há Estrelas, poucas delas sendo exatamente da mesma Grandeza e Brilho. E mesmo entre aquelas Estrelas que são consideradas da Classe mais brilhante, aparece uma Variedade de Magnitude; pois Sirius ou Arcturus são cada um deles mais brilhantes que Aldebaran ou o Olho de Boi, ou mesmo que a Estrela em Spica; e ainda todas essas Estrelas são contadas entre as Estrelas da primeira Ordem: E há algumas Estrelas de tal Ordem intermediária, que os Astrônomos diferem em classificá-las; alguns colocando as mesmas Estrelas em uma Classe, outros em outra. Por exemplo: O Dog foi colocado por Tycho entre as Estrelas da segunda Magnitude, que Ptolomeu considerou entre as Estrelas da primeira Classe: e, portanto, não é verdadeiramente nem de primeira nem de segunda Ordem, mas deve ser classificado em uma Coloque entre ambos.

Observe que quanto mais brilhante a estrela, menor a magnitude: estrelas brilhantes de "primeira magnitude" são estrelas de "1.ª classe", enquanto estrelas pouco visíveis a olho nu são de "sexta magnitude" ou "6.ª classe". O sistema era um simples delineamento do brilho estelar em seis grupos distintos, mas não permitia as variações de brilho dentro de um grupo.
Tycho Brahe tentou medir diretamente a "grandeza" das estrelas em termos de tamanho angular, o que em teoria significava que a magnitude de uma estrela poderia ser determinada por mais do que apenas o julgamento subjetivo descrito na citação acima. Ele concluiu que estrelas de primeira magnitude mediam 2 minutos de arco (2′) de diâmetro aparente (1⁄30 de um grau, ou 1⁄15 do diâmetro da lua cheia), com estrelas de segunda a sexta magnitude medindo 1+1⁄2′, 1+1⁄12′, 3⁄4′, 1⁄2′ e 1⁄3′, respectivamente. O desenvolvimento do telescópio mostrou que esses tamanhos grandes eram ilusórios, as estrelas pareciam muito menores através do telescópio. No entanto, os primeiros telescópios produziram uma imagem espúria em forma de disco de uma estrela que era maior para as estrelas mais brilhantes e menor para as mais fracas. Astrônomos de Galileu e Jacques Cassini confundiram esses discos espúrios com os corpos físicos das estrelas e, assim, no século XVIII continuaram a pensar na magnitude em termos do tamanho físico de uma estrela. Johannes Hevelius produziu uma tabela muito precisa de tamanhos de estrelas medidos telescopicamente, mas agora os diâmetros medidos variaram de pouco mais de seis segundos de arco para primeira magnitude até pouco menos de 2 segundos para sexta magnitude. Na época de William Herschel, os astrônomos reconheceram que os discos telescópicos das estrelas eram espúrios e uma função do telescópio, bem como do brilho das estrelas, mas ainda falavam mais sobre o tamanho de uma estrela do que seu brilho. Mesmo no século XIX, o sistema de magnitude continuou a ser descrito em termos de seis classes determinadas pelo tamanho aparente, nas quais

Não há outra regra para classificar as estrelas senão a estimativa do observador; e é por isso que alguns astrônomos consideram aquelas estrelas de primeira magnitude que outros consideram de segunda.

No entanto, em meados do século XIX, os astrônomos mediram as distâncias das estrelas por meio da paralaxe estelar e entenderam que as estrelas estão tão distantes que aparecem essencialmente como fontes pontuais de luz. Seguindo os avanços na compreensão da difração da luz e de Seeing, os astrônomos entenderam completamente que os tamanhos aparentes das estrelas eram espúrios e como esses tamanhos dependiam da intensidade da luz vinda de uma estrela (esse é o brilho aparente da estrela, que pode ser medido em unidades como watts/cm2) para que as estrelas mais brilhantes parecessem maiores.

### Definição moderna
As primeiras medições fotométricas (feitas, por exemplo, usando uma luz para projetar uma “estrela” artificial no campo de visão de um telescópio e ajustando-a para corresponder ao brilho das estrelas reais) demonstraram que as estrelas de primeira magnitude são cerca de 100 vezes mais brilhantes que as estrelas de sexta magnitude.
Assim, em 1856, Norman Robert Pogson, de Oxford, Reino Unido, propôs que uma escala logarítmica de 5√100 ≈ 2.512 fosse adotada entre magnitudes, de modo que cinco passos de magnitude correspondessem precisamente a um fator de 100 em brilho. Cada intervalo de uma magnitude equivale a uma variação no brilho de 5√100 ou aproximadamente 2.512 vezes. Consequentemente, uma estrela de magnitude 1 é cerca de 2.5 vezes mais brilhante que uma estrela de magnitude 2, cerca de 2.52 vezes mais brilhante que uma estrela de magnitude 3, cerca de 2.53 vezes mais brilhante que uma estrela de magnitude 4 e assim por diante.
Este é o sistema de magnitude moderno, que mede o brilho, não o tamanho aparente, das estrelas. Usando esta escala logarítmica, é possível que uma estrela seja mais brilhante do que “primeira classe”, então Arcturus ou Vega são de magnitude 0 e Sirius é de magnitude -1.46.

## Escala
Como mencionado acima, a escala parece funcionar 'ao contrário', com objetos com magnitude negativa sendo mais brilhantes do que aqueles com magnitude positiva. Quanto mais negativo o valor, mais brilhante o objeto.
Os objetos que aparecem mais à esquerda nesta linha são mais brilhantes, enquanto os objetos que aparecem mais à direita são mais escuros. Assim, o zero aparece no meio, com os objetos mais brilhantes à esquerda e os objetos mais escuros à direita.

## Magnitude aparente e absoluta
Dois dos principais tipos de magnitudes distinguidos pelos astrônomos são:
- Magnitude aparente, o brilho de um objeto conforme ele aparece no céu noturno.
- Magnitude absoluta, que mede a luminosidade de um objeto (ou luz refletida para objetos não luminosos como asteroides); é a magnitude aparente do objeto visto de uma distância específica, convencionalmente 10 parsecs (32.6 anos-luz).

A diferença entre esses conceitos pode ser vista comparando duas estrelas. Betelgeuse (magnitude aparente 0.5, magnitude absoluta −5.8) parece ligeiramente mais escura no céu do que Alpha Centauri A (magnitude aparente 0.0, magnitude absoluta 4.4), embora emita milhares de vezes mais luz, porque Betelgeuse está muito mais longe.

### Magnitude aparente
Sob a escala de magnitude logarítmica moderna, dois objetos, um dos quais é usado como referência ou linha de base, cujas intensidades (brilhos) medidos da Terra em unidades de potência por unidade de área (como watts por metro quadrado, W m−2) são I1 e Iref, terão magnitudes m1 e mref relacionadas por
{\displaystyle m_{1}-m_{\rm {ref}}=-2.5\log _{10}\left({\frac {I_{1}}{I_{\rm {ref}}}}\right).}
Usando esta fórmula, a escala de magnitude pode ser estendida além da antiga faixa de magnitude 1-6, e torna-se uma medida precisa de brilho em vez de simplesmente um sistema de classificação. Os astrônomos agora medem diferenças tão pequenas quanto um centésimo de magnitude. As estrelas que têm magnitudes entre 1.5 e 2.5 são chamadas de segunda magnitude; existem cerca de 20 estrelas mais brilhantes que 1.5, que são estrelas de primeira magnitude (veja a Lista das estrelas mais brilhantes). Por exemplo, Sirius é magnitude -1,46, Arcturus é -0,04, Aldebaran é 0.85, Spica é 1.04 e Procyon é 0.34. Sob o antigo sistema de magnitude, todas essas estrelas podem ter sido classificadas como "estrelas de primeira magnitude".
As magnitudes também podem ser calculadas para objetos muito mais brilhantes que as estrelas (como o Sol e a Lua) e para objetos muito fracos para o olho humano ver (como Plutão).

### Magnitude absoluta
Frequentemente, apenas a magnitude aparente é mencionada, pois pode ser medida diretamente. A magnitude absoluta pode ser calculada a partir da magnitude aparente e distância de:
{\displaystyle m-M=2.5\log _{10}(d/10)^{2}=5\left(\log _{10}d-1\right)\,,}
porque a intensidade cai proporcionalmente à distância ao quadrado. Isso é conhecido como módulo de distância, onde d é a distância até a estrela medida em parsecs, m é a magnitude aparente e M é a magnitude absoluta.
Se a linha de visão entre o objeto e o observador for afetada pela extinção devido à absorção de luz pelas partículas de poeira interestelar, a magnitude aparente do objeto será correspondentemente mais fraca. Para magnitudes de extinção A, a relação entre magnitudes aparentes e absolutas torna-se
{\displaystyle m-M=5\left(\log _{10}d-1\right)+A.}
As magnitudes absolutas estelares são geralmente designadas com um M maiúsculo com um subscrito para indicar a banda passante. Por exemplo, MV é a magnitude em 10 parsecs na banda passante V. Uma magnitude bolométrica (Mbol) é uma magnitude absoluta ajustada para levar em consideração a radiação em todos os comprimentos de onda; é tipicamente menor (ou seja, mais brilhante) do que uma magnitude absoluta em uma determinada banda passante, especialmente para objetos muito quentes ou muito frios. As magnitudes bolométricas são formalmente definidas com base na luminosidade estelar em watts e são normalizadas para serem aproximadamente iguais a MV para estrelas amarelas.
As magnitudes absolutas para objetos do Sistema Solar são frequentemente citadas com base na distância de 1 UA. Estes são referidos com um símbolo H maiúsculo. Como esses objetos são iluminados principalmente pela luz refletida do Sol, uma magnitude H é definida como a magnitude aparente do objeto a 1 UA do Sol e 1 UA do observador.

### Exemplos
O seguinte é uma tabela que dá magnitudes aparentes para objetos celestes e satélites artificiais que vão desde o Sol até o objeto mais fraco visível com o Telescópio Espacial Hubble (HST):
| −27 | 6.31×10  | Sol                         | −7 | 631       | Supernova SN 1006                                                              | 13 | 6.31×10−6  | Quasar 3C 273 limite de telescópios de 11–15 cm |
| −26 | 2.51×10  |                             | −6 | 251       | ISS (max.)                                                                     | 14 | 2.51×10−6  | Plutão (max.) limite de telescópios de 20–25 cm |
| −25 | 10       |                             | −5 | 100       | Vênus (max.)                                                                   | 15 | 10−6       |                                                 |
| −24 | 3.98×109 |                             | −4 | 39.8      | Objetos mais fracos visíveis durante o dia a olho nu quando o Sol está alto    | 16 | 3.98×10−7  | Caronte (max.)                                  |
| −23 | 1.58×109 |                             | −3 | 15.8      | Júpiter (max.), Marte (max.)                                                   | 17 | 1.58×10−7  |                                                 |
| −22 | 6.31×108 |                             | −2 | 6.31      | Mercúrio (max.)                                                                | 18 | 6.31×10−8  |                                                 |
| −21 | 2.51×108 |                             | −1 | 2.51      | Sirius                                                                         | 19 | 2.51×10−8  |                                                 |
| −20 | 108      |                             | 0  | 1         | Vega, Saturno (max.)                                                           | 20 | 10−8       |                                                 |
| −19 | 3.98×107 |                             | 1  | 0.398     | Antares                                                                        | 21 | 3.98×10−9  | Caliroe (satélite de Júpiter)                   |
| −18 | 1.58×107 |                             | 2  | 0.158     | Polaris                                                                        | 22 | 1.58×10−9  |                                                 |
| −17 | 6.31×106 |                             | 3  | 0.0631    | Cor Caroli                                                                     | 23 | 6.31×10−10 |                                                 |
| −16 | 2.51×106 |                             | 4  | 0.0251    | Acubens                                                                        | 24 | 2.51×10−10 |                                                 |
| −15 | 106      |                             | 5  | 0.01      | Vesta (max.), Urano (max.)                                                     | 25 | 10−10      | Fenrir (satélite de Saturno)                    |
| −14 | 3.98×105 |                             | 6  | 3.98×10−3 | Limite típico de olho nu                                                       | 26 | 3.98×10−11 |                                                 |
| −13 | 1.58×105 | Lua cheia                   | 7  | 1.58×10−3 | Ceres (max.) estrelas mais fracas a olho nu visíveis de áreas rurais "escuras" | 27 | 1.58×10−11 | Limite de luz visível de telescópios de 8m      |
| −12 | 6.31×104 |                             | 8  | 6.31×10−4 | Netuno (max.)                                                                  | 28 | 6.31×10−12 |                                                 |
| −11 | 2.51×104 |                             | 9  | 2.51×10−4 |                                                                                | 29 | 2.51×10−12 |                                                 |
| −10 | 104      |                             | 10 | 10−4      | Limite típico de binóculos 7×50                                                | 30 | 10−12      |                                                 |
| −9  | 3.98×103 | Explosões de iridium (max.) | 11 | 3.98×10−5 | Proxima Centauri                                                               | 31 | 3.98×10−13 |                                                 |
| −8  | 1.58×103 |                             | 12 | 1.58×10−5 |                                                                                | 32 | 1.58×10−13 | Limite de luz visível do HST                    |

### Outras escalas
Sob o sistema de Norman Robert Pogson, a estrela Vega foi usada como estrela de referência fundamental, com uma magnitude aparente definida como zero, independentemente da técnica de medição ou do filtro de comprimento de onda. É por isso que objetos mais brilhantes que Vega, como Sirius (magnitude de Vega de -1.46 ou -1.5), têm magnitudes negativas. No entanto, no final do século XX, descobriu-se que Vega variava em brilho, tornando-o inadequado para uma referência absoluta, então o sistema de referência foi modernizado para não depender da estabilidade de nenhuma estrela em particular. É por isso que o valor moderno para a magnitude de Vega é próximo, mas não exatamente zero, mas sim 0.03 na banda V (visual). Os sistemas de referência absoluta atuais incluem o sistema de magnitude AB, no qual a referência é uma fonte com densidade de fluxo constante por unidade de frequência, e o sistema STMAG, no qual a fonte de referência é definida para ter densidade de fluxo constante por unidade de comprimento de onda.

#### Decibel
Outra escala logarítmica para intensidade é o decibel. Embora seja mais comumente usado para intensidade de som, também é usado para intensidade de luz. É um parâmetro para tubos fotomultiplicadores e óticas de câmeras similares para telescópios e microscópios. Cada fator de 10 em intensidade corresponde a 10 decibéis. Em particular, um multiplicador de 100 na intensidade corresponde a um aumento de 20 decibéis e também corresponde a uma diminuição de 5 na magnitude. Geralmente, a mudança em decibéis está relacionada a uma mudança em magnitude por
{\displaystyle \Delta {\mathit {dB}}=-4\Delta m\,.}
Por exemplo, um objeto que é magnitude 1 maior (mais fraco) do que uma referência produziria um sinal 4 dB menor (mais fraco) do que a referência, o que pode precisar ser compensado por um aumento na capacidade da câmera em tantos decibéis.